# Albert Séguin
Albert Séguin (* 8. März 1891 in Vienne; † 29. Mai 1948 in Villefranche-sur-Saône) war ein französischer Turner.

## Erfolge
Albert Séguin nahm an den Olympischen Spielen 1924 in Paris teil. Im Seitpferdsprung platzierte er sich mit einer perfekten 10,0-Wertung vor den mit 9,93 Punkten gemeinsam auf dem zweiten Rang platzierten Jean Gounot und François Gangloff auf einem rein französisch besetzten Podium auf dem ersten Rang und erhielt als Olympiasieger somit die Goldmedaille. Im Mannschaftsmehrkampf gewann Séguin die Silbermedaille. Zusammen mit Jean Gounot, François Gangloff, Eugène Cordonnier, Léon Delsarte, Arthur Hermann, Alphonse Higelin und Joseph Huber gelang ihm eine Punktzahl von 820,528, der zweitbeste Wert hinter der italienischen Turnriege mit 839,058 Punkte. Ebenfalls Silber sicherte sich Séguin im Tauhangeln, in dem er mit einer Zeit von 7,4 Sekunden hinter dem Tschechoslowaken Bedřich Šupčík und vor dessen Landsmann Ladislav Vácha und dem zeitgleichen August Güttinger aus der Schweiz den zweiten Platz belegte. Die übrigen Wettbewerbe schloss er an den Ringen auf Rang 12, am Pferdsprung auf Rang 13, im Einzelmehrkampf auf Rang 15, am Barren auf Rang 26, am Pauschenpferd auf Rang 34 und am Reck auf Rang 36 ab.